# ایشا شاروانی
ایشا شاروانی (به انگلیسی: Isha Sharvani) بازیگر و رقصنده دوران معاصر است. او به خاطر اجراهای رقص اریال و سبک مدرن هندی معروف است. او در تعدادی از فیلم‌های بالیوود، مالایالم، تامیل بازی‌های درخشانی انجام داده‌است.
از فیلم‌ها یا برنامه‌های تلویزیونی که وی در آن نقش داشته‌است می‌توان به دیوید اشاره کرد.

## فیلم‌شناسی
| سال  | نام فیلم          | نقش           | زبان     | نکات              | مرجع  |
| ---- | ----------------- | ------------- | -------- | ----------------- | ----- |
| ۲۰۰۵ | کیسنا: شاعر جنگجو | لاکشمی        | هندی     |                   |       |
| ۲۰۰۶ | دروازه را ببند    | ایشا          | هندی     |                   |       |
| ۲۰۰۶ | راکی              | نیها          | هندی     |                   | [ ۴ ] |
| ۲۰۰۷ | پسر خوب، پسر بد   | راشمی         | هندی     |                   |       |
| ۲۰۰۸ | تو، من و ما       | ناتاشا        | هندی     |                   |       |
| ۲۰۰۹ | خوشبختی تصادفی    | نیکی          | هندی     |                   |       |
| ۲۰۱۲ | متناوب            | خودش          | تامیل    | حضور ویژه در آواز |       |
| ۲۰۱۳ | دیوید             | روما          | هندی     |                   |       |
| ۲۰۱۳ | ۵ زن زیبا         | ایشا          | مالایالم |                   | [ ۵ ] |
| ۲۰۱۴ | کتاب شغل          | مارتا         | مالایالم |                   | [ ۶ ] |
| ۲۰۱۵ | هدف دوگانه        | سویتی         | مالایالم |                   |       |
| ۲۰۱۷ | تقریباً مجرد       | گوری          | هندی     |                   |       |
| ۲۰۲۰ | دل بیچاره         | هنرپیشه مهمان | هندی     |                   |       |